# آفس
آفس (به عربی: آفس) یک روستا در سوریه است که در ناحیه سراقب واقع شده‌است. آفس ۶٬۳۳۸ نفر جمعیت دارد.
در ۲۶ فوریه ۲۰۲۰ ، معارضان سوری موفق به بازپسگیری این روستا شدند .